# Aria da capo
El aria da capo es un tipo de aria de la música barroca que se caracteriza por su forma ternaria, es decir, en tres partes. Como la mayoría de las arias, también son interpretadas por un solista acompañado por instrumentos, normalmente en una orquesta pequeña. Los compositores encontraron esta forma no solo útil sino fundamental durante cerca de un siglo.
La primera sección de las arias da capo es una entidad musical completa, que termina en la tónica, y que en principio podía ser cantada sola. La segunda sección contrasta con la primera en su textura musical, ánimo o tempo. La tercera sección normalmente no está escrita en las partituras. El compositor se limitaba a indicar que se repitiera la primera parte con las palabras «da capo» (que en italiano significa ‘desde el principio’). En esta tercera parte el cantante debía ejecutar toda serie de variaciones y adornos que considerara apropiados para su lucimiento.
Como ejemplo de las arias da capo se pueden citar algunas de Händel (incluidas en su Messiah de 1742): «Rejoice Greatly» (para soprano), «He Was Despised» (para alto) y «The Trumpet Shall Sound» (para bajo); o la primera aria de la cantata Jauchzet Gott in allen Landen (BWV 51, 1730) de Johann Sebastian Bach, para soprano, trompeta solista y cuerdas.
El texto de un aria da capo del tipo que aparece en los textos de Apostolo Zeno y Pietro Metastasio era casi siempre un poema con dos estrofas, cada una con entre tres y seis versos. Independientemente del esquema rítmico y métrico, el último verso de la estrofa terminaba normalmente con una sílaba acentuada y los versos finales de los dos esquemas rimaban entre sí. La primera estrofa del poema era el texto para la primera sección del aria da capo. En las décadas del 1720 y 1730, surgió un esquema típico para la primera parte: 
Primera parte (A). Un ritornelo instrumental; una exposición completa de la primera estrofa con un desplazamiento armónico de la tónica a la dominante, un ritornelo posterior a la dominante, una segunda exposición completa de la primera estrofa que bien comienza con la tónica, bien se encamina rápidamente hacia ella, una exposición final del ritornelo en la tónica. 
Segunda parte (B). La segunda estrofa proporciona el texto para la sección central del aria da capo. En esta sección se incorpora en contraste armónico al evitar la tónica valiéndose a menudo de la tonalidad relativa. Esta sección podría estar instrumentada con mayor ligereza y presentaba generalmente la estrofa completa solo una vez, aunque podían repetirse partes internas del texto. 
Tercera parte (A). A continuación llegaba otra vez la primera estrofa con su música, una repetición en la que se esperaba que el cantante introdujera variaciones con una ornamentación improvisada. 
La forma general de esta aria era A-B-A, donde: A es el tema principal con sus ornamentos; B es el tema secundario, generalmente en la tonalidad relativa para hacer contraste; y A es la repetición del tema original pero con las variaciones personales que le adiciona el cantante.